# Xã Denmark, Quận Emmet, Iowa
Xã Denmark (tiếng Anh: Denmark Township) là một xã thuộc quận Emmet, tiểu bang Iowa, Hoa Kỳ. Năm 2010, dân số của xã này là 560 người.